# Delilah Gore

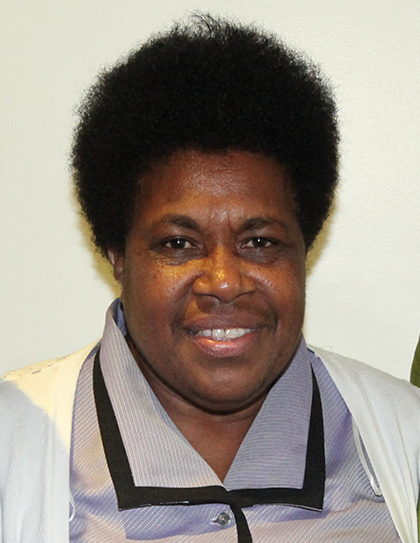
Delilah Gore (2014)

Delilah Pueka Gore (* 24. Juni 1962) ist eine papua-neuguineische Politikerin (PNC). Von 2014 bis 2015 war sie die papua-neuguineische Ministerin für Hochschulbildung, Wissenschaft, Forschung und Technologie und von 2015 bis 2017 Ministerin für Religion, Jugend und Gemeindeentwicklung.

## Leben und Wirken
Nach dem Schulbesuch in der Provinz Oro und dem Schulabschluss 1977 studierte Gore Finanzen am Lae Technical College. Nach ihrem Studienabschluss begann sie eine Karriere in der öffentlichen Finanzverwaltung, wo sie unter anderem Distriktkassiererin im Finanzministerium der Provinz Oro war. Später war sie zudem als Wirtschaftsprüferin tätig.
2012 kandidierte Gore für den Sohe District für das Nationalparlament Papua-Neuguineas und konnte als nur eine von drei Frauen im Parlament einen Sitz erringen. In der Regierung von Peter O’Neill wurde sie schnell zur stellvertretenden Finanzministerin ernannt, bevor sie im März 2014 zur Ministerin für Hochschulbildung, Wissenschaft, Forschung und Technologie aufstieg. Im Rahmen einer Kabinettsumbildung übernahm Gore das Ministerium für Religion, Jugend und Gemeindeentwicklung. Hier wurde sie im August 2015 für drei Monate ohne Bezüge suspendiert, nachdem sie eine Flugbegleiterin, die sie um Abschaltung ihres Mobiltelefons gebeten hatte, bedroht und beschimpft hatte und aus dem Flugzeug abgeführt werden musste.
Bei den Parlamentswahlen 2017 unterlag Gore in ihrem Wahlbezirk Henry Amuli und schied in der Folge aus dem Kabinett und auch als letzte Frau aus dem Parlament aus. Während und auch noch nach ihrer Amtszeit engagierte sich Gore für die Bildung und politische Beteiligung von Mädchen und Frauen in ihrem Land.